# Gianni Tozzi
Gianni Tozzi (Tollo, 6 maggio 1962) è un ex ostacolista italiano, medaglia d'argento nei 110 metri ostacoli ai X Giochi del Mediterraneo.

## Biografia
Quattro volte campione italiano negli ostacoli alti (due outdoor ed altrettante indoor).

## Palmarès
| Anno | Manifestazione          | Sede    | Evento   | Risultato   | Prestazione | Note  |
| ---- | ----------------------- | ------- | -------- | ----------- | ----------- | ----- |
| 1987 | Mondiali                | Roma    | 110 m hs | elim. batt. | 13"87       |       |
| 1987 | Giochi del Mediterraneo | Latakia | 110 m hs | Argento     | 13"92       | [ 1 ] |

## Campionati nazionali
- ai Campionati italiani assoluti di atletica leggera, 110 m hs (1987 e 1988)
- ai Campionati italiani assoluti di atletica leggera indoor, 60 iarde hs e 60 m hs (1988 e 1989)